# Сентр-Пойнт (Алабама)
Сентр-Пойнт (англ. Center Point) — місто (англ. city) в США, в окрузі Джефферсон штату Алабама. Населення — 16 406 осіб (2020).

## Історія
Перші переселенці з'явились на цій території у 1816 році.
Свою нинішню назву поселення отримало у 1900 році.
У 1960-1990-х роках Сентр-Поінт був найбільшою неінкорпорованою територією в Сполучених Штатах, з населенням 64 000 і багатьма процвітаючими підприємствами.
12 березня 2002 р. 84 % громадян Сентр-Поінт проголосували за отримання статусу міста. Офіційна дата реєстрації — 28 березня 2002 року.

## Географія
Сентр-Пойнт розташований за координатами 33°38′38″ пн. ш. 86°41′4″ зх. д. / 33.64389° пн. ш. 86.68444° зх. д. (33.643903, -86.684567).  За даними Бюро перепису населення США в 2010 році місто мало площу 15,87 км², з яких 15,84 км² — суходіл та 0,03 км² — водойми.

## Демографія
Згідно з переписом 2010 року, у місті мешкала 16 921 особа в 6276 домогосподарствах у складі 4459 родин. Густота населення становила 1066 осіб/км².  Було 7221 помешкання (455/км²).
Расовий склад населення:
| - 62,9 % — чорних або афроамериканців - 32,6 % — білих - 0,4 % — азіатів - 0,2 % — корінних американців - 2,8 % — осіб інших рас |

До двох чи більше рас належало 1,1 %. Частка іспаномовних становила 4,8 % від усіх жителів.
За віковим діапазоном населення розподілялося таким чином: 28,6 % — особи молодші 18 років, 59,6 % — особи у віці 18—64 років, 11,8 % — особи у віці 65 років та старші. Медіана віку мешканця становила 34,2 року. На 100 осіб жіночої статі у місті припадало 86,1 чоловіків;  на 100 жінок у віці від 18 років та старших — 80,7 чоловіків також старших 18 років.
Середній дохід на одне домашнє господарство  становив 59 328 доларів США (медіана — 39 944), а середній дохід на одну сім'ю — 65 734 долари (медіана — 43 227). Медіана доходів становила 39 621 долар для чоловіків та 35 118 доларів для жінок. За межею бідності перебувало 25,0 % осіб, у тому числі 43,2 % дітей у віці до 18 років та 4,2 % осіб у віці 65 років та старших.
Цивільне працевлаштоване населення становило 7260 осіб. Основні галузі зайнятості: освіта, охорона здоров'я та соціальна допомога — 27,4 %, виробництво — 12,5 %, роздрібна торгівля — 12,0 %.